# Ewa Domańska
Ewa Helena Domańska (nacida en 1963) es una historiadora, teórica e historiadora de la historiografía, metodóloga de las humanidades y profesora polaca. Es profesora de la Universidad Adam Mickiewicz, profesora asociada visitante en la Universidad Stanford y miembro de la Academia Polaca de Ciencias. 

## Trayectoria
Se graduó del Instituto de Historia de la Universidad Adam Mickiewicz (UAM) de Poznan. En 1995 obtuvo su doctorado, trabajando bajo la dirección de Jerzy Topolski en la Universidad Adam Mickiewicz, de Hayden White (en la Universidad de California en Berkeley y la Universidad de California en Santa Cruz) y de Frank Ankersmit (en la Universidad de Groninga). Fue becada por la Fundación Fulbright (1995-1996, UC Berkeley) y por la Fundación Kościuszko (2000-2001, Universidad de Stanford). En 2007 obtuvo el título de doctora habilitada, y en 2010 el de profesora de la UMA. Desde 2002, es profesora visitante en el Departamento de Antropología de la Universidad de Stanford (también desde 2009 afiliada de investigación de The Europe Center y profesora afiliada en el Centro de Estudios de Rusia, Europa del Este y Eurasia (CREEES). El 2 de diciembre de 2016 fue reconocida como profesora de humanidades.
Ha escrito y editado libros que presentan las últimas tendencias en humanidades y ciencias sociales. Es miembro del comité de la fundación internacional «Imitatio. Integrating Human Sciences», miembro de la Comisión de Ciencias de la Cultura de la Academia Polaca de Ciencias (desde 2015) y experta de la Comisión de Ciencias Históricas de la Academia Polaca de Ciencias (desde 2016). Es tutora de la Academia «Artes Liberales», y en los años 2014–2016 fue miembro del Consejo del Programa Nacional de Desarrollo de Humanidades. 
De 2015 a 2022 fungió como presidenta de la Comisión Internacional para la Historia y la Teoría de la Historiografía (fue la primera mujer en presidir esta asociación). Desde 2020 es miembro correspondiente de la Academia de Ciencias de Polonia.

## Áreas de investigación
Está interesada en las tendencias no convencionales en la investigación histórica (por ejemplo, la historia antropológica, la historia poscolonial, la nueva historia material, la historia ambiental, la historia de múltiples especies, la historia y crítica del arte y la historia no antropocéntrica), un enfoque multidisciplinario para construir el conocimiento del pasado (especialmente las relaciones históricas con la antropología cultural, la arqueología, la crítica de arte y los estudios literarios). 
Ha teorizado sobre el pasado no-ausente, ejemplificándolo en el cuerpo muerto como testigo de un crimen, como analizó en el caso de los detenidos-desaparecidos argentinos.
En los últimos años, se ha centrado en la investigación sobre la teoría comparativa de las humanidades y las ciencias sociales en la perspectiva de las humanidades ecológicas, y las relaciones entre estos campos y las ciencias de la vida. 

## Reconocimientos
2024 – Reinhart Koselleck guest professorship en el Centro para las Teorías en Investigación Histórica, Universidad de Bielefeld.
2024 – Condecoración Estatal Civil Polaca: Medalla del Mérito Cruz de Oro por sus logros en la investigación científica, esfuerzos organizativos y su promoción del conocimiento histórico.
2024 – Condecoración Estatal Polaca: Medalla por Servicio Extenso (áurea).
2024 - Fue elegida como miembro de la prestigiosa Academia Europaea en la sección de "Historia y Arqueología".

## Principales obras publicadas
- A História para além do humano, tranducido por Taynna Marino, Hugo Merlo, eds. Julio Bentivoglio i Taynna Marino. Rio de Janeiro: Fundação Getulio Vargas Press, 2024, pp. 136, ISBN: 9786556522647

- Knowledge in the Shadow of Catastrophe. Key Thinkers of Polish Humanities in the Post-War Era, eds. Katarzyna Bojarska, Ewa Domańska, Piotr Filipkowski, Jacek Małczyński y Luiza Nader  Leiden: Brill | Schöningh, 2024, pp. 343,  ISBN 978-3-506-79395-9

- Ekshumacje polityczne: teoria i praktyka [Political Exhumations: Theory and Practice], eds. Ewa Domańska y Alexandra Staniewska. Gdańsk-Lubin: słowo/obraz terytoria; Muzeum Historyczne w Lubinie, 2023, pp. 729 [ISBN 978-83-7453-521-2 / ISBN 978-83-66574-21-2]

- Jerzy Topolski, Theory and Methodology of Historical Knowledge: An Anthology, eds. Ewa Domańska y Anna Topolska. Poznań: Faculty of History Press, Adam Mickiewicz University, 2022, pp. 432 [ISBN 978-83-66355-78-1].

- Wprowadzenie do metodologii historii [Introduction to Methodology of History], eds. Ewa Domańska y Jan Pomorski. Varsovia: Wydawnictwo Naukowe PWN, 2022, pp. 572 [ISBN 978-83-01-22314-4]

- RAT (Resilience Academic Team), Humanistyka prewencyjna [Preventive Humanities], eds. Ewa Domańska, Piotr Słodkowski y Monika Stobiecka. Varsovia-Poznań: Muzeum Sztuki Nowoczesnej; Poznańskie Centrum Dziedzictwa, 2022, pp. 224 [ISBN: 978-83-963026-0-1 / ISBN: 978-83-62415-66-3]

- Nekros. Wprowadzenie do ontologii martwego ciała [Nekros: An Ontology of Human Remains]. Varsovia: PWN, 2017, pp. 379.

- Historia egzystencjalna (Existential History). Varsovia: PWN, 2012, pp. 223.

- Teoria wiedzy o przeszłości na tle współczesnej humanistyki [Theory of Knowledge of the Past and the Contemporary Human and Social Sciences], dición e introducción de Ewa Domanska. Poznań: Wydawnictwo Poznańskie, 2010, pp. 698.

- French Theory w Polsce [French Theory in Poland], editado por Ewa Domanska y Mirosław Loba. Poznań: Wydawnictwo Poznańskie, 2010, pp. 486.

- Hayden White, Proza historyczna [Historical Prose], edición y epílogo por Ewa Domanska. Cracovia: Universitas, 2009, pp. 367.

- Re-Figuring Hayden White, editado por Frank Ankersmit, Ewa Domanska y Hans Kellner. Stanford: Stanford University Press, 2009, pp. 400.

- Historie niekonwencjonalne. Refleksja o przeszłości w nowej humanistyce [Unconventional Histories. Reflections on the Past in the New Humanities]. Poznań: Wydawnictwo Poznańskie, 2006, pp. 323.

- Encounters: Philosophy of History After Postmodernism, editado por Ewa Domanska, introducción de Allan Megill, epílogo por Lynn Hunt. Charlottesville and London: University Press of Virginia, 1998, pp. 288.

- Mikrohistorie: spotkania w miedzyświatach. [Microhistories: Encounters in-between-worlds)]. Poznań: Wydawnictwo Poznańskie 1999, pp. 299. 2nd revised edition, 2005, pp. 340.

Números especiales en revistas
- The Environmental History of the Holocaust ("La historia ambiental del Holocausto", editores invitados: Ewa Domańska y Jacek Małczyński. Journal of Genocide Research, vol. 22, no. 2, 2020 (seguimiento del foro The Environmental History and the Holocaust, Journal of Genocide Research, vol. 24, no. 3, September 2022).

- Globalizing Hayden White, editoras invitadas: Ewa Domańska y María Inés La Greca, Rethinking History, vol. 23, no. 4, 2019.